# کلودیا مارسلا میجر
کلودیا مارسلا میجر (انگلیسی: Claudia Marcella Major; – ۱ ژانویهٔ ۰۱۰۰) اهل روم باستان بود. به عنوان خواهرزاده ارشد امپراتور روم آگوستوس، که دختر بزرگ خواهرش اکتاویای کوچک و همسر اولش گایوس کلودیوس مارسلوس است.